# Troják (618 m)
Troják je vrch v Hostýnských vrších (součást Hostýnsko-vsetínské hornatiny) s nadmořskou výškou 618 m n. m. Nachází se na hranici katastrálních území obcí Rajnochovice, Hošťálková (ve které je i budova hostince a polovina ski areálu) a Držková.
Leží na hranici okresů Kroměříž, Vsetín a Zlín. Šest set metrů (vzdušnou čarou) od vrcholu (v sedle vrchů Troják a Maruška) je v provozu ski areál Troják (ve výšce 583 m n. m.), vedle něho se nachází i autobusová zastávka Rajnochovice, Troják, ležící na kraji katastrálního území obce Rajnochovice.
U lesní cesty směrem na Tesák stojí památník bojovníkům 1. československé partyzánské brigády Jana Žižky z roku 1981. V centrální evidenci válečných hrobů je památník evidován pod číslem CZE-7212-01143.

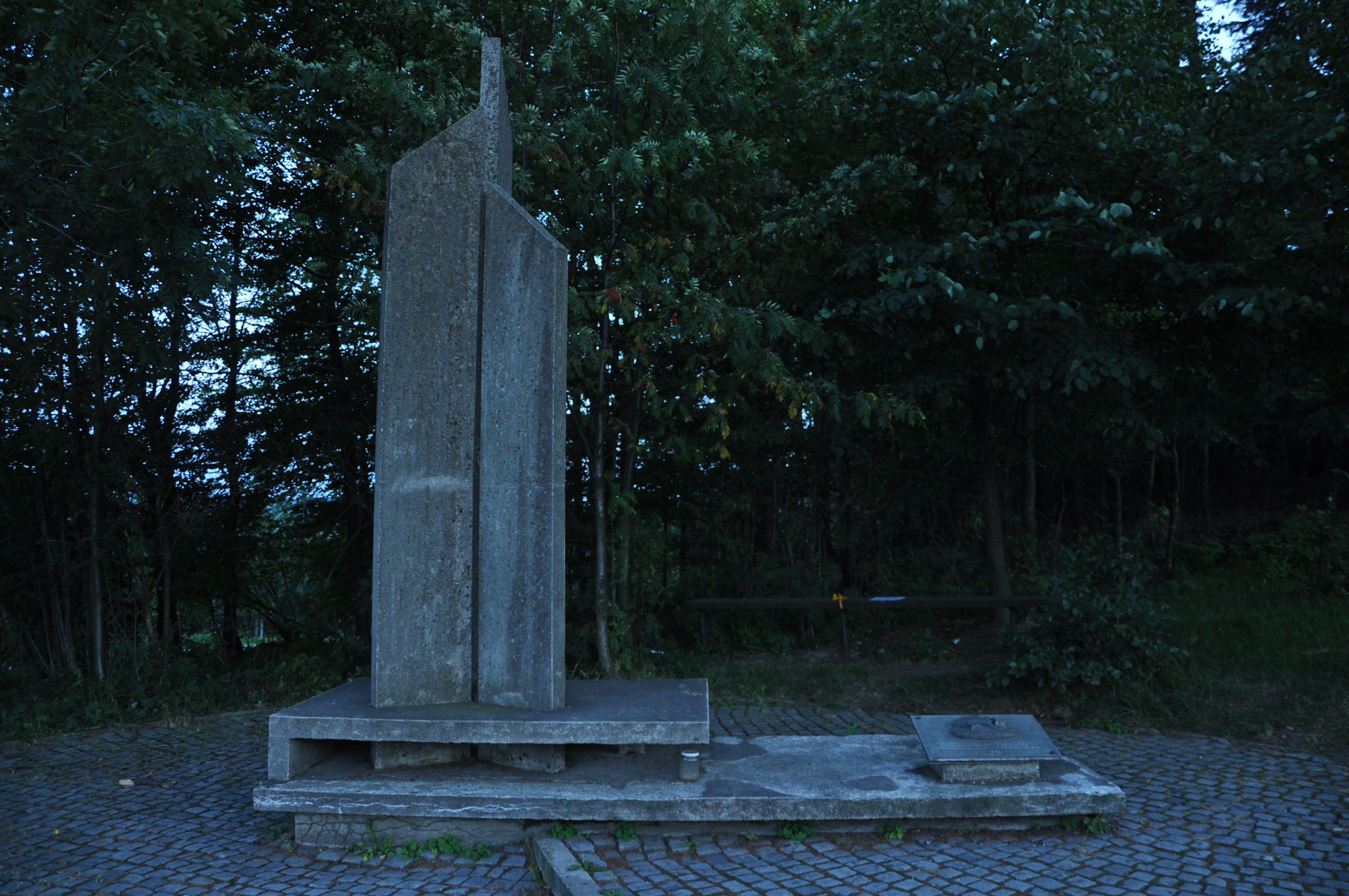
Pomník partyzánské brigády Jana Žižky